# 楢崎正剛
楢崎正剛（1976年4月15日—），已退役日本足球運動員，司職守門員，前日本國家足球隊成員。

## 俱樂部生涯
楢崎正刚出生于日本奈良县奈良市，从奈良一所高中毕业後，加入了日职联赛球队横滨飞翼，从而正式开始了他的职业生涯。在那个赛季的八月，他成为了球队的首发门将。1995年8月16日，他迎来了自己的第一场职业比赛，对手是平塚比马。
1996年联赛横滨飞翼队开幕8连胜，酋崎正刚连续6场完封对手，进入了联赛最佳阵容，也在这一年成为了日本国家足球队的替补门将。但是他一直替补了2年才在日本队获得了出场机会。他在1998年帮助球队赢得了日本的天皇盃。
1998年横滨飞翼因财政问题很难继续运作，在经过多方协调之后，第二年横滨水手与横滨飞翼合併，最终选择了加盟名古屋鲸鱼。
2017年起，球队簽入了澳洲籍守门员米切爾·朗格拉克以顶替他的位置，使他不再担任正选。因此他在球队的位置降低，因此最终决定在2018年賽季完结后退役。他的职业生涯只曾效力过橫浜飞翼和名古屋鲸鱼两支球队，其中为鲸鱼效力长达20年。

## 國家隊生涯
1996年，楢崎正刚首次入选日本国家足球队，成为了日本国家队的替补门将，一直替补了2年才在日本队获得了出场机会。在1998年2月15日与澳大利亚的一场友谊赛中获得出场机会，6月份他也随队参加了1998年法国世界杯的比赛，不过当时作为替补门将的他没有获得出场机会。
在2000年亚洲杯楢崎正刚因伤缺席，2002年世界杯上楢崎正刚取代川口能活成为主力并打满了日本队的全部四场比赛。2006年德国世界杯，他再一次成为川口能活的替补，没有获得出场机会。
助日本在麒麟杯挑战赛以2比1战胜危地马拉的门将楢崎正刚，宣布从国家队退役。

## 獎項

### 個人
- 日本職業足球聯賽最佳十一人：1996年、1998年、2003年、2008年、2010年、2011年

### 國家隊
- 洲際國家盃亞軍：2001年
- 亞洲盃冠軍：2004年

## 外部連結
- 名古屋グランパスによる公式プロフィール
- 楢崎正剛 – FIFA國際賽競賽紀錄 (存檔)
- 楢崎正剛在 National-Football-Teams.com 上的出场纪录
- Japan National Football Team Database （页面存档备份，存于）
- 日本職業足球聯賽中的楢崎正剛 （日語）
- Profile at Nagoya Grampus （页面存档备份，存于）